# Morten Gundel
Morten Gundel (født 29. marts 1984 i Herlev) er en dansk skuespiller. Han har spillet med i flere film, været trommeslager, fodboldspiller samt gymnasielærer.

## Filmografi
- Min fynske barndom (1994)
- Kun en pige (1995)
- Cirkus Ildebrand (1995)
- Albert (1998)
- Klinkevals (1999)
- Blinkende lygter (2000)